# George Haynes (cầu thủ bóng đá)
George Harold Haynes (sinh năm 1865) là một cầu thủ bóng đá người Anh thi đấu ở Football League cho West Bromwich Albion.